# Додири
Додири је песма коју пева Ђогани, српска група. Песма је објављена 2019. године.

## Текст и мелодија
Песма Додири је ауторско дело, чији је текст написао Бењамин Крнетић. Сам назив песме је номинатив множине именице додир.
Музику за песму радили су словеначка певачица Сенидах и Анже Кацафура, а аранжман Александар Кобац и Ђоле Ђогани.

## Спот
ONAIR MEDIA GROUP је урадио спот за песму. На Јутјуб је отпремљен 10. јула 2019. године.